# Ковентри Лејк (Конектикат)
Ковентри Лејк (енгл. Coventry Lake) насељено је место без административног статуса у америчкој савезној држави Конектикат.

## Демографија
По попису из 2010. године број становника је 2.990, што је 76 (2,6%) становника више него 2000. године.
| Група             | 2000.         | 2010.         |
| Белци             | 2.784 (95,5%) | 2.797 (93,5%) |
| Афроамериканци    | 17 (0,6%)     | 25 (0,8%)     |
| Азијати           | 17 (0,6%)     | 28 (0,9%)     |
| Хиспаноамериканци | 48 (1,6%)     | 79 (2,6%)     |
| Укупно            | 2.914         | 2.990         |